# Щасливий Кукушкін
«Щасли́вий Куку́шкін» — радянський чорно-білий короткометражний комедійний художній фільм 1970 року, знятий режисером Олександром Павловським на Одеській кіностудії.

## Сюжет
За оповіданням Валентина Катаєва «Ножі». Потрапивши на атракціон метання кілець, молодий робітник Кукушкін закохується в дочку господаря корчми і просить у нього її руки. Діставши відмову, Кукушкін починає тренуватися метати кільця на ножі. Настає день, коли закоханий виграє все майно непмана — і стає цілком заможним нареченим для коханої.

## У ролях
- Володимир Меньшов — Пашка Кукушкін
- Анатолій Кубацький — батько Людмили
- Лариса Удовиченко — Людмила, дочка власника атракціону
- Валентин Голубенко — зазивала атракціону
- Володимир Гузар — фотограф
- Валентина Ісай — епізод
- Галина Кузминська — епізод
- Володимир Мальцев — епізод
- Наталія Ткачова — мама Людмили

## Знімальна група
- Режисер — Олександр Павловський
- Сценаристи — Володимир Меньшов, Олександр Павловський
- Оператор — Євген Гречановський
- Художник — Юрій Богатиренко